# Reseda minoica
Reseda minoica är en resedaväxtart som beskrevs av Martín-bravo, Jim.Mejías. Reseda minoica ingår i släktet resedor, och familjen resedaväxter. Inga underarter finns listade i Catalogue of Life.